# Selkäkari (ö i Finland, Birkaland, Övre Birkaland, lat 62,23, long 23,84)
Selkäkari är en ö i Finland. Den ligger i sjön Siekkisjärvi och i kommunen Virdois i den ekonomiska regionen  Övre Birkalands ekonomiska region  och landskapet Birkaland, i den sydvästra delen av landet, 240 km norr om huvudstaden Helsingfors. Öns area är 0,2 hektar och dess största längd är 60 meter i nord-sydlig riktning.